# Криптономикон
«Криптономикон» (англ. Cryptonomicon, 1999) — роман Нила Стивенсона. Роман часто относят к жанру фантастики, так как автор является классиком киберпанка, хотя книга гораздо ближе по жанру к историческому роману. Книга номинировалась на премию Хьюго за лучший роман в 2000 году.

## Сюжет
Действие происходит в двух эпохах: во время Второй мировой войны и в середине 1990-х, во времена бума Интернета. В романе вымысел переплетается с действительностью, среди действующих лиц — реальные исторические фигуры, такие как Алан Тьюринг, Дуглас Макартур, Рональд Рейган.
В 1942 году Лоуренс Притчард Уотерхауз, математический гений и молодой капитан ВМС США, получает назначение в совместное англо-американское подразделение 2702. Это учреждение настолько секретное, что лишь несколько человек знают, что оно существует, и некоторые из этих людей носят фамилии Черчилль и Рузвельт. Миссия Уотерхауза и подразделения 2702, в составе которого служит ещё один герой романа, сержант морской пехоты США Бобби Шафто — скрывать тот факт, что разведка союзников уже взломала код легендарной «Энигмы». Это игра, криптографический поединок между Уотерхаузом и его немецким противником, приводимый в исполнение лихим Шафто и его людьми. В это же время японский солдат, в прошлом горный инженер, Гото Денго получает задание построить таинственный бункер в горах на Филиппинах.
В конце 1990-х годов внук Уотерхауза пытается создать с друзьями «информационный рай» на острове Кинакута в юго-восточной Азии, место, где можно было бы обмениваться информацией свободно, без правительственного вмешательства и цензуры Интернета. Прокладка кабеля для будущей «столицы Сети» поручена искателю сокровищ и приключений Дугу Шафто и его прекрасной дочери Ами, а инженерными работами занимается Гото Фурудененду, сын владельца корпорации «Гото Инжиниринг». Случайно ли встретились герои, или во всём есть скрытый смысл, как во вроде бы случайной последовательности букв и цифр зашифрованного сообщения?

## Технические детали
Отдельные части «Криптономикона» могут быть трудны для усвоения читателем, не знакомым с техническими науками. Некоторые страницы целиком посвящены описанию основных понятий криптографии и защиты информации, включая, например, модульную арифметику и перехват Ван Эйка. Автор даже приводит целиком программу, написанную на языке Perl. Эта программа зашифровывает сообщения, используя шифровальный алгоритм «Пасьянс» (в тексте книги — «Понтифик»), созданный Брюсом Шнайером. Сам алгоритм приведён в приложении в конце книги.

## Прототипы
Роман назван в честь вымышленной книги XVII века, вокруг которой вращается сюжет самого романа и книг «Барочного цикла». Прототипом этой книги, по словам автора, был «Меркурий, или Тайный и быстрый посланник» (англ. Mercury, or the Secret and Swift Messenger) Джона Уилкинса, книга по криптографии, изданная в 1641 году. Название этой книги должно было «звучать по-гречески» и содержать частицу «крипто». Возможно, название было навеяно «Некрономиконом» Говарда Лавкрафта. С греческого его можно перевести как «книга секретных законов».
Возможными прототипами вымышленного острова Кинакута называли Бруней, Саравак, Лабуан, Шри-Ланку, Тувалу и Тонга. Остров Йглм по расположению напоминает Гебридские острова, но по духу своих жителей больше напоминает Ирландию.
В вымышленной операционной системе «Финукс» («написанной финнами») легко узнать Linux.
«Криптономикон» тесно связан с «Барочным циклом», эпической трилогией Нила Стивенсона. Герои «Криптономикона» являются потомками героев «Барочного цикла», а мистический Енох Роот появляется во всех четырёх произведениях.

## Отзывы критиков
После выхода книги критики были озадачены, ведь роман можно полноправно отнести как к научной фантастике, так и к историческому роману или техно-триллеру. За внешней оболочкой приключенческой книги с традиционными для неё элементами вроде стрельбы, погонь и постельных сцен скрывается множество хитрых сюжетных переплетений, яркие персонажи и виртуозный язык. Некоторые страницы могут целиком быть заполнены графиками и даже приправлены формулами, но эрудированность Стивенсона позволяет ему красочно, просто и увлекательно донести до читателя раскрываемые научные концепции.
Автор, впрочем, затрагивает и более проблемные темы: геноцид, его происхождение и последствия, роль информации в современном обществе, а также природа свободы в информационную эпоху. Судя по «Криптономикону», заслуга в победе на войне принадлежит не столько рядовым или генералам, сколько «бойцам невидимого фронта».
Всеохватность связей, наличие замаскированного смысла в казалось бы обычных случайностях, связь разнесённых во времени и пространстве судеб — ещё одна из идей романа. Её можно сформулировать вынесенной в эпиграф цитатой Алана Тьюринга:

Существует удивительно близкая параллель между задачами физика и криптографа. Система, по которой зашифровано сообщение, соответствует законам Вселенной, перехваченные сообщения — имеющимся наблюдениям, ключи дня или сообщения — фундаментальным константам, которые надо определить. Сходство велико, но с предметом криптографии очень легко оперировать при помощи дискретных механизмов, физика же не так проста.

К недостаткам книги относят отсутствие чёткого окончания, поскольку последние страницы не приносят ожидаемой от книги такого объёма мощной разрядки и наполнены большим количеством незавершённых событий, оставляя читателя в состоянии напряжённого ожидания.

## Персонажи

### Подсюжет военных времён

#### Выдуманные персонажи
- Сержант Роберт «Бобби» Шафто, бравый американский морской пехотинец, увлекающийся сочинением хайку. Участвует в операциях по «выравниванию колокола», то есть имитации событий, которые могли бы объяснить уничтожение немецких конвоев, подводных лодок и прочие провалы так, чтобы в глазах немецких криптографов они выглядели правдоподобными случайностями на гауссовой кривой провалов.
- Лоуренс Притчард Уотерхауз, американский криптоаналитик и математик, офицер ВМФ США.
- Гюнтер Бишоф, капитан-лейтенант кригсмарине, большую часть истории командующий своей «U-boat», а позже принимающий командование новейшей подводной лодкой, оснащённой воздухонезависимым двигателем.
- Рудольф «Руди» фон Хакльгебер, немецкий математик и криптограф, за время, проведённое в Принстоне, успевший подружиться с Тьюрингом и Уотерхаузом.
- Глория Альтамира, студентка медучилища и любовница Бобби Шафто. Во времена японской оккупации становится членом Филиппинского сопротивления. Мать Дугласа Макартура Шафто.
- Эрл Комсток, бывший руководитель «Electrical Till Corporation» и офицер армии США, в итоге основывает АНБ и становится ключевой политической фигурой во времена Второй Вьетнамской Войны.
- Джульета Кивистик, женщина, помогающая некоторым из персонажей в военной сюжетной ветке во время их приключений в Швеции. Позже рожает мальчика (Гюнтер Енох Бобби Кивистик), отцовство которого не установлено.
- «Дядя» Отто Кивистик, дядя Джульеты, организовавший успешный контрабандистский бизнес между нейтральной Швецией, Финляндией и СССР.
- Мэри сСмндд (по-английски произносится «Смит»), член Йглмского иммигрантского сообщества, проживающего в Австралии, привлекающая внимание Лоуренса Уотерхауза во время его пребывания в Брисбене.

#### Исторические личности
В сюжетной линии военного времени время от времени появляются следующие беллетризованные исторические личности:
- Алан Тьюринг, учёный и криптограф, коллега и друг Лоуренса Притчарда Уотерхауза, а также любовник Руди фон Хакльгебера.
- Дуглас Макартур, знаменитый полководец США, чья роль становится ключевой ближе к концу сюжета военного времени.
- Карл Дёниц, гросс-адмирал кригсмарине, не является персонажем как таковым, но командует подводными лодками, в том числе судном Бишофа. Тот угрожает раскрыть информацию о спрятанном золоте, если Дёниц не отменит приказ потопить его подводную лодку.
- Герман Геринг, часто упоминающийся в мемуарах Руди фон Хакльбегера, когда тот излагает способы, которыми Геринг пытался привлечь его к сотрудничеству с нацистами. Руди составляет нарочно уязвимую систему, а настоящую оставляет для использования в заговоре с целью поиска спрятанного золота.
- Рональд Рейган, будущий президент США. Изображён во время несения офицерской службы в отделе связей с общественностью ВВС США. Пытается взять интервью у раненого и находящегося под воздействием морфия Бобби Шафто, который все портит, рассказывая историю про нападение гигантской ящерицы и всячески понося генерала Макартура.
- Альберт Эйнштейн, отклоняющий просьбу о совете молодого Лоуренса Уотерхауза. Во время студенчества в Принстоне Уотерхауз периодически слоняется по коридорам Института Перспективных Исследований, спрашивая попадающихся ему математиков (имена которых он никак не может запомнить), как бы лучше провести расчёты для своего «исследования». Именно так он знакомится с Тьюрингом.
- Исороку Ямамото, сбитый в 1943 году во время операции «Месть» американским истребителем над островом Бугенвиль. Этому событию посвящена целая глава. Во время судьбоносного сражения верховный главнокомандующий Объединённого флота Японской Императорской армии размышляет над провалами и высокомерием сослуживцев, недооценивающих хитрость и жестокость оппонентов — Союзников в Тихоокеанском конфликте. Во время падения Ямамото вдруг понимает: все японские шифры были взломаны союзниками, потому он и «летит через джунгли со скоростью сто миль в час, преследуемый тоннами горящего металлолома».
- Харвест, один из первых суперкомпьютеров, собранный IBM (в романе — «Electrical Till Corporation», или «ETC») для АНБ в целях использования в криптоанализе. «Выдуманный» Харвест вводится в строй под руководством Эрла Комстока в 1950 году, в то время как настоящий был введён в эксплуатацию лишь в 1962 году.

### Подсюжет 1990-х годов
Годы происходящего не уточняются, но отсылки к определённым событиям (Азиатский финансовый кризис) и технологический уровень позволяют предположить, что действие происходит в поздние девяностые.
- Рэндалл «Рэнди» Лоуренс Уотерхауз, старший внук Лоуренса и Мэри Уотерхауз (урожденная сСмндд) и эксперт по системному и сетевому администрированию в корпорации «Эпифит (2)».
- Ави Халаби, бизнес-партнёр Рэнди по «Эпифит (2)», где он работает исполнительным директором. По материнской линии он потомок криптоевреев из Нью-Мексико, что на первый взгляд включено в качестве каламбура, раскрывается подробнее в других книгах «Барочного цикла».
- Америка «Ами» Шафто, дочь Дугласа Шафто (внучка Бобби Шафто), переехавшая из Штатов, чтобы жить вместе с отцом на Филиппинах. Объект внимания Рэнди.
- Хьюберт Кеплер, также известный как «Дантист», деловой конкурент Рэнди и Ави в сфере высоких технологий.
- Эберхард Фор, эксперт «Эпифит (2)» по биометрии.
- Джон Кантрелл, либертарианец и эксперт по криптографии «Эпифит (2)». Шифрующая программа «Ордо» написана именно им.
- Том Говард, либертарианец, увлечённый стрелковым оружием, эксперт по масштабным компьютерным инсталляциям.
- Берил Хаген, финансовый директор «Эпифит (2)», принимавшая в этой роли участие во многих стартапах.
- Чарлин, искусствовед и девушка Рэнди в начале повествования, которая затем переезжает в Нью-Хейвен, штат Коннектикут, для проживания и работы совместно с доктором Г. Е. Б. Кивистиком.
- Эндрю Лоуб, бывший друг Рэнди, превратившийся в заклятого врага. Выживальщик и нео-луддит, чьи адвокаты разнесли в пух и прах первый совместный стартап Ави и Рэнди. Рэнди называет его «Горлум», сравнивая с соответствующим персонажем Толкина.

### Оба подсюжета
- Гото Денго, лейтенант Японской императорской армии и горный инженер, во время войны вовлечённый нацистами в проект по сокрытию золота на Филиппинах. Позже он представлен как номинально находящийся на должности исполнительный директор крупной японской строительной компании.
- Енох Роот, загадочный, словно бы не подверженный старению бывший католический священник и врач, служивший в АНЗАК береговым наблюдателем во времена второй мировой войны. Позже — капеллан сверхсекретного англо-американского подразделения 2702, а также ключевая фигура в загадочной «Societas Eruditorum». В сюжетной линии 1990-х Роот убеждён в том, что криптография очень важна для сохранения свободы. В течение 1950-х годов Роот работал в АНБ и с тех пор проживал главным образом на Филиппинах как католический разнорабочий, а позже «утверждает, что мотался в Китай организовывать там всякие интернетовские дела, но Рэнди подозревает: за этим что-то кроется». Роот также появляется в других книгах «Барочного цикла», действие которого протекает между 1666 и 1714 годами.
- Мистер Ин, военнопленный и раб японцев на Филиппинах, позже ставший генералом китайской армии и затем — высокопоставленным чиновником в государственной электросетевой корпорации Китая. Описан Енохом Роотом как «живой ветеран Великого Похода, соратник Мао с 1934 года, переживший множество чисток». Единственный выживший, кроме Гото Денго, связанный с японским проектом сокрытия золота, объединяется с Гото и «Эпифит (2)» с целью добыть спрятанные сокровища. Хотя Роот и Ин в ходе повествования не встречаются, у Рэнди «поневоле напрашивается мысль, что у Еноха Роота и генерала Ина есть и другие поводы для взаимной неприязни».
- Дуглас Макартур Шафто (назван в честь генерала Дугласа Макартура), сын Бобби Шафто и Глории Альтамиры. Наполовину американец, наполовину филиппинец. Впервые появляется в книге ближе к окончанию войны, когда Бобби возвращается в Манилу. В современном подсюжете он — «морской котик» в отставке и выпускник Военно-морской академии США, проживающий на Филиппинах и работающий совместно с дочерью в компании по разведке морского дна «Семпер марин сервисес», периодически охотясь за сокровищами ради дополнительного дохода.
- Доктор Гюнтер Енох Бобби (Г. Е. Б.) Кивистик появляется в современном подсюжете в образе самодовольного Йельского профессора-искусствоведа с Оксфордским образованием, который нанимает, а позже и соблазняет девушку Рэнди Уотерхауза, Чарлин. Он рождён во времена войны Джульетой Кивистик от одного из трёх возможных отцов (отсюда и его странное имя). Г. Е. Б. является побочным персонажем книги, но и его рождение, и участие в конференции «Война как текст» очень важны для дальнейшего продвижения сюжета.
- Мэри сСмндд Уотерхауз, рождённая в Австралии йглмская бабушка Рэнди и жена Лоуренса.

## Награды и премии
- 2000, Премия Локус за лучший НФ роман «Криптономикон»
- 2004, Премия Мраморный фавн за лучшую переводную книгу
- 2005, Премия журнала «Мир фантастики» за лучший зарубежный научно-фантастический роман

Роман также номинировался в 2000 году на премию Хьюго, премию Артура Кларка, премию Прометея и премию Британской ассоциации научной фантастики.